# Bionix
Bionix je rodina singapurských pásových bojových vozidel pěchoty vyvinutá tamější společností Singapore Technologies Kinetics. Jednalo se o náhradu zastarávajících transportérů M113 sloužících v singapurské armádě a zároveň to bylo první bojové vozidlo vyvinuté a vyráběné v jihovýchodní Asii.

## Vývoj
Spolu s růstem a rozvojem singapurských ozbrojených sil (SAF, Singapore Armed Forces) v polovině 80. let přišla na řadu otázka náhrady již nedostačujících transportérů M113 americké výroby. Ministerstvo obrany tudíž začalo zkoumat možnost přezbrojení jiným obrněncem západní provenience.
Uvažovalo se o britských BVP Warrior, amerických M2/M3 Bradley a německých Marder, avšak ani jeden model nesplňoval požadavky dané SAF. Proto začal roku 1988 vývoj tuzemského vozidla označeného „Bionix“. Výroba se spustila v roce 1996 a oficiálně byl tento model zaveden do výzbroje ke dni 26.3. 1997.
V říjnu 2006 vstoupila do služby vylepšená verze Bionix II.

## Design

### Pancéřování a výzbroj
Vozidlo je chráněno modulárním pancířem MEXAS. Nadále může být na něj nainstalované přídavné pancéřování.
Hlavní zbraň tvoří ve verzi Bionix 25 americký kanón M242 Bushmaster ráže 25 mm, popřípadě 30mm Mk44 Bushmaster stejného původu. Dělo doplňují 3 kulomety ráže 7,62 mm.

### Pohon
Řada vozidel Bionix je poháněna americkým dieselovým pohonem Detroit Diesel 6V 92TA o výkonu 475 koní, po instalaci turbodmychadla se však výkon zvyšuje na 550 koní. Dojezd činí 400 km a maximální rychlost na zpevněných komunikacích 70 km/h.

## Uživatelé
- Singapur - 800 vozidel, jediný uživatel